# Resolució 1563 del Consell de Seguretat de les Nacions Unides
La Resolució 1563 del Consell de Seguretat de les Nacions Unides fou adoptada per unanimitat el 17 de setembre de 2004. Després de reafirmar totes les resolucions sobre la situació a l'Afganistan, particularment les resolucions 1386 (2001), 1413 (2002), 1444 (2002) i 1510 (2003) i les resolucions 1368 (2001) i 1373 (2001) sobre el terrorisme, el Consell va ampliar l'autorització de la Força Internacional d'Assistència i de Seguretat (ISAF) per un període d'un any més.

## Resolució

### Observacions
El Consell de Seguretat va reconèixer que la responsabilitat de proporcionar seguretat i ordre públic a tot l'Afganistan residia amb els mateixos afganesos. Va recordar l'acord de Bonn i la seva previsió per a l'expansió progressiva de la ISAF a altres zones més enllà de Kabul. El Consell també va destacar la importància de l'ampliació de l'autoritat del govern central, la reforma del sector de la seguretat i el desarmament complet, desmobilització i la reintegració de totes les forces armades. Hi havia preocupació que l'acord de Bonn no es pogués aplicar plenament a causa de la situació de seguretat en parts del país.
La resolució va donar la benvinguda a la cooperació de l'Administració de Transició Afganesa i la intenció de la ISAF i l'Operació Llibertat Duradora d'ajudar a les eleccions nacionals. També va apreciar l'Eurocòs per haver pres la iniciativa de la ISAF en lloc del Canadà. El Consell va determinar que la situació a l'Afganistan era una amenaça per a la pau i la seguretat internacionals.

### Actes
Actuant sota el Capítol VII de la Carta de les Nacions Unides, el Consell va ampliar el mandat de la ISAF durant un període de dotze mesos després del 13 d'octubre de 2004. Es va demanar a la ISAF treballar amb l'Administració de Transició i els seus successors, el Representant Especial del Secretari General i l'Operació Llibertat Duradora.
Els estats que participaven en la força estaven autoritzats a utilitzar totes les mesures necessàries per complir el mandat, mentre que als altres Estats membres se'ls va demanar que aportessin personal i recursos a l'operació. Finalment, es va demanar als dirigents de la ISAF que proporcionessin informes trimestrals sobre la implementació del seu mandat.